# Tanaka Shōsuke
Tanaka Shōsuke (japanisch 田中 勝助; er lebte im 17. Jahrhundert) war ein japanischer Kaufmann in Kyōto in der frühen Edo-Zeit. Er wohl der erste Japaner, der den Pazifik überquerte.

## Leben und Wirken
Tanaka Shōsuke war ein Kaufmann, der ist auch unter seinem europäischen Namen „Don Francisco de Velasco“ bekannt ist. 1610 bereiste er mit 20 weiteren japanischen Gesandten und dem ehemaligen provisorischen Gouverneur von Luzon (Philippinen) Don Rodrigo Vivero y Velasco, der im Jahr zuvor Schiffbruch an der japanischen Küste im Bereich der Provinz Kazusa erlitten hatte, auf dem japanischen Schiff „San Buena Ventura“, das mit Hilfe von William Adams (1564–1620) nach europäischen Vorbildern gebaut worden war. 
Tanaka führte eine Botschaft des Shogun Tokugawa Ieyasu mit sich, die besagte, Ieyasu wolle mit Mexiko Handel treiben und formulierte ein vorläufiges Handelsabkommen mit Rodrigo Vivero. Die Mission kam im Oktober desselben Jahres dort an, hatte jedoch mit ihrem Anliegen keinen Erfolg. Tanaka berichtete Ieyasu über Mexiko und überreichte ihm mitgebrachte Waren. Über sein weiteres Schicksal ist nichts bekannt.
1611 unternahm der spanische Entdecker Sebastián Vizcaíno (1548–1615), Gesandter des „Vizekönigreich Neuspanien“, wie Mexiko damals hieß, einen Gegenbesuch, um formelle Beziehungen zwischen dem damals spanischen Kalifornien und Japan aufzunehmen.